# 森菲什萊克 (明尼蘇達州)
森菲什萊克（英語：Sunfish Lake）是一個位於美國明尼蘇達州達科他縣的城市。

## 人口
根據2020年美國人口普查的數據，森菲什萊克的面積為4.32平方千米，當中陸地面積為3.88平方千米，而水域面積為0.43平方千米。當地共有人口522人，而人口密度為每平方千米121人。